# Riffian
Riffian är en ort och kommun i provinsen Sydtyrolen i regionen Trentino-Sydtyrolen i Italien. Kommunen hade 1 362 invånare (2018).